# Johannes Wetzlich
Johannes Oskar Wetzlich (* 14. Juni 1871 in Dresden; † 12. Oktober 1922 ebenda) war ein deutscher Politiker der DNVP.

## Leben und Beruf
Johannes Wetzlich war der Sohn des Glasermeisters und späteren konservativen Landtagsabgeordneten Eduard Wetzlich (1839–1905). Nach dem Besuch der Dresdner Bürgerschule und des Realgymnasiums, das er mit 16 Jahren verließ, absolvierte Wetzlich, der evangelischen Glaubens war, eine Glaserlehre, die er 1891 abschloss. 1896 legte er die Meisterprüfung ab und arbeitete fortan als Groß- und Einzelhändler mit Glasprodukten. Außerdem gründete er eine Kunsthandlung. 
Bei den Reichstagswahlen 1907 und 1912 war Wetzlich Kandidat der antisemitischen Deutschen Reformpartei und um 1910 Vorsitzender des Deutschen Reformvereins Dresden.
Im Ersten Weltkrieg war er von 1914 bis 1916 in einem Landsturm-Bataillon als Frontsoldat in Belgien eingesetzt. 
Von 1908 bis 1917 war Wetzlich Stadtverordneter und ab 1917 bis zu seinem Tod unbesoldeter Stadtrat in Dresden. 1919/20 gehörte er der Weimarer Nationalversammlung für die DNVP an. Sein Bruder Karl Eduard Wetzlich war von 1901 bis 1919 ebenfalls Stadtverordneter in Dresden.